# Flyvista
Flyvista — ныне недействующая грузинская авиакомпания. Слоган компании — «Для тех, кто путешествует!».

## История
Flyvista начала свою деятельность 5 августа 2014 года, выполнив первый рейс в Международный аэропорт Тегерана Имама Хомейни. В мае 2015 года Flyvista прекратила все операции из-за уменьшения количества пассажиров. В качестве причин были названы отмена правительством виз по прибытии в Тбилиси и отсутствие пассажиров на важном маршруте Тбилиси-Киев из-за украинского кризиса.

## Пункты назначения

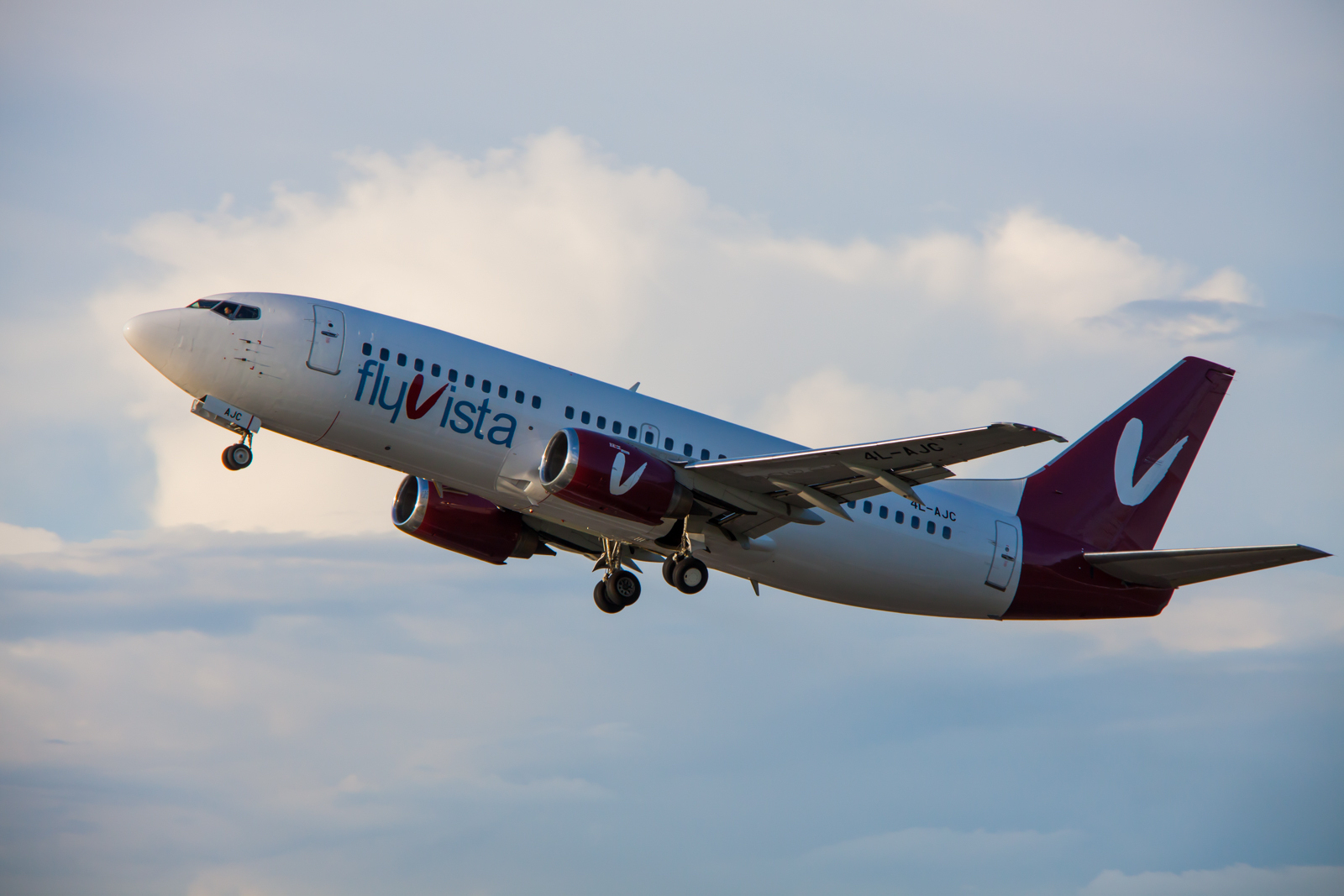
Flyvista Boeing 737-300

По состоянию на май 2015 годa, Flyvista обслуживала следующие направления:

## Флот
По состоянию на май 2015 года, во флоте авиакомпании числились следующие воздушные суда:
- 3 Boeing 737-300 [11]